# ميل مي-46
ميل مي-46 هي مروحية نقل ركاب وحمولة أعلن عنها 1992. انقسمت الطائرة إلى نسختين: مي-46تي و مي-46كي. مي-46تي نسخة نقل ركاب وحمولة، إنها في نصف وزن مي-26؛ لائقة لاسبتدالها بمي-6. كانت مي-46كي نسخة رافعة طيران، لائقة لاستبدالها بمي-10.